# Свято Великодня (срібна монета)
«Свя́то Велико́дня» — ппам'ятна срібна монета номіналом 10 гривень, випущена Національним банком України, присвячена найбільшому святу християнської релігії — Великодню, яке супроводжується всеношною, урочистими хресними ходами, церковними дзвонами та пісноспівами, «що славлять Ісуса Христа, який своїм воскресінням переміг смерть і відкрив таїнство вічного життя».
Монету введено в обіг 22 квітня 2003 року. Вона належить до серії «Обрядові свята України».

## Опис монети та характеристики
| Номінал грн. | Метал            | Маса, г      | Діаметр, мм | Якість виготовлення | Гурт     | Тираж, штук |
| ------------ | ---------------- | ------------ | ----------- | ------------------- | -------- | ----------- |
| 10           | срібло 925 проби | 31,1 / 33,62 | 38,6        | пруф                | рифлений | 3 000       |

### Аверс
На аверсі монети зображено композицію з семи писанок, прикрашених орнаментами різних регіонів України, у середині якої розміщено малий Державний Герб України, а над ним рік карбування монети — «2003»; в оточенні стилізованого орнаменту з верби розміщено написи: «УКРАЇНА», «10», «ГРИВЕНЬ», а також позначення металу та його проби — «Ag 925», вага в чистоті — «31,1» та логотип Монетного двору Національного банку України.

### Реверс

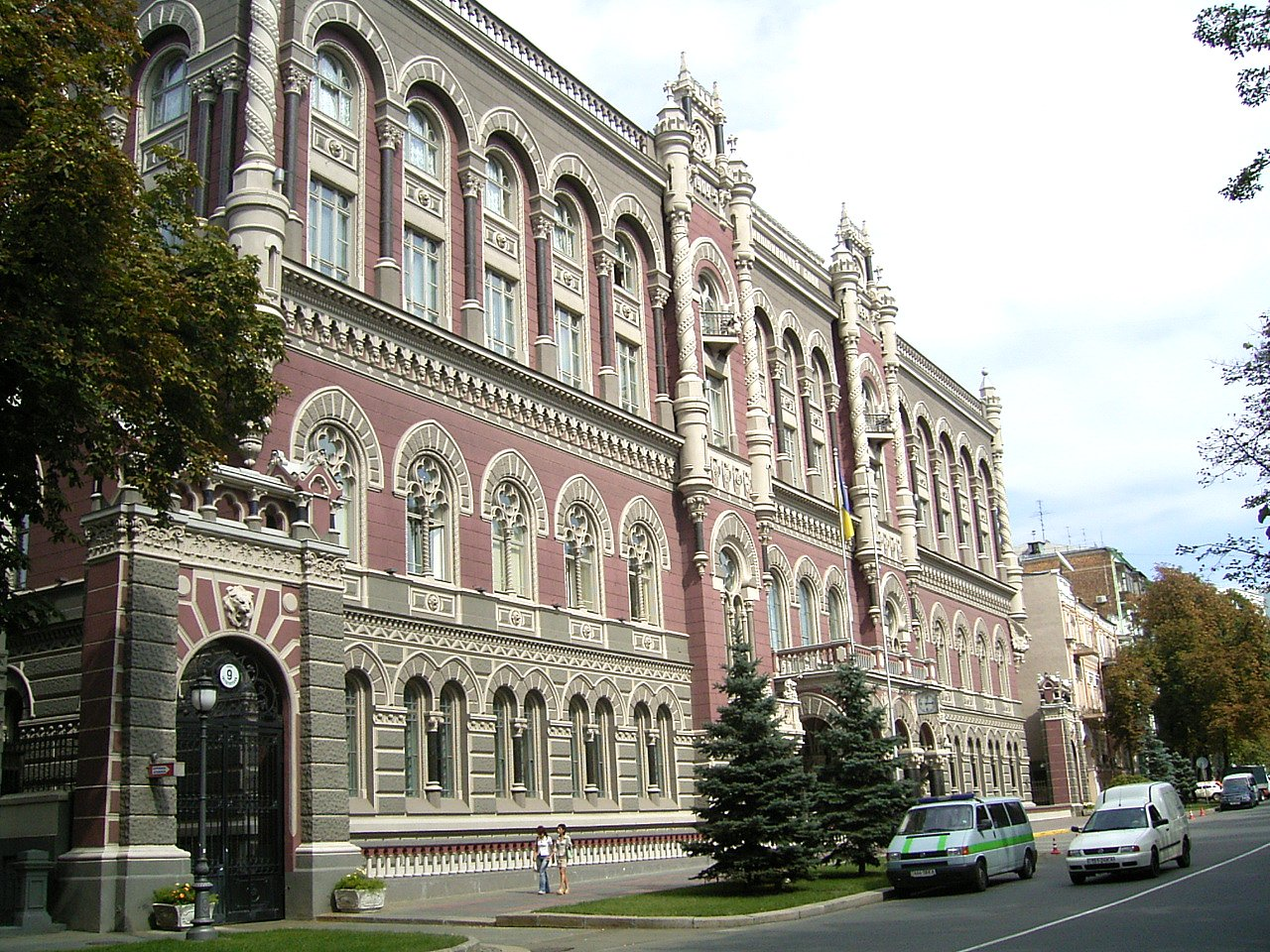
Будівля Національного банку України

На реверсі монети зображено багатофігурну композицію (урочистий вихід з церкви з плащаницею, хрестами, хоругвами та свічками на чолі з священиком) з традиційним святковим обрядом освячення, над якою розміщено напис: «ВЕЛИКДЕНЬ».

## Автори
- Художник — Кочубей Микола.
- Скульптор — Чайковський Роман.

## Вартість монети
Ціна монети — 575 гривень була вказана на сайті Національного банку України в 2012 році.
Фактична приблизна вартість монети з роками змінювалася так:
| Рік        | 2010  | 2011  | 2012  | 2013  | 2014  | 2015  | 2016  | 2017  | 2018  | 2019  | 2020  | 2021  | 2022  | 2023  | 2024  | 2025  |
| ---------- | ----- | ----- | ----- | ----- | ----- | ----- | ----- | ----- | ----- | ----- | ----- | ----- | ----- | ----- | ----- | ----- |
| Ціна, грн. | 2 600 | 2 600 | 2 600 | 2 600 | 2 350 | 4 000 | 3 250 | 4 900 | 4 100 | 4 100 | 3 900 | 5 000 | 4 900 | 5 900 | 8 800 | 9 400 |